# Donji Hadžići
Donji Hadžići (en cyrillique : Доњи Хаџићи) est un village de Bosnie-Herzégovine. Il est situé dans la municipalité de Hadžići, dans le canton de Sarajevo et dans la fédération de Bosnie-et-Herzégovine. Selon les premiers résultats du recensement bosnien de 2013, il compte 336 habitants.

## Démographie

### Évolution historique de la population
| 1948 | 1953 | 1961 | 1971 | 1981 | 1991 | 2013 |
| ---- | ---- | ---- | ---- | ---- | ---- | ---- |
| -    | -    | 232  | 312  | 424  | 458  | 336  |

|  |

### Communauté locale
En 1991, la communauté locale de Donji Hadžići comptait 1 050 habitants, répartis de la manière suivante :